# 大旺寺摩崖造像
大旺寺摩崖造像位於四川省德陽市中江縣，文物遺址年代判定為唐代、清代。2007年6月1日公佈為四川省第七批文物保護單位。